# کوتوله‌شدن
کوتوله‌شدن یا کوتوله‌سازی (به انگلیسی: Dwarfing) فرآیندی است که در آن یک نژاد از جانوران یا گونه‌ای از گیاهان تغییر می‌کند تا به‌طور قابل‌توجهی کوچک‌تر از اعضای استاندارد گونه خود شوند. این اثر می‌تواند با روش‌های دستکاری انسانی یا فرآیندهای غیرانسانی ایجاد شود و می‌تواند شامل عوامل ژنتیکی، تغذیه‌ای یا هورمونی باشد. کوتوله‌سازی که به‌طور خاص مورد استفاده قرار می‌گیرد، شامل تغییرهای بیماری‌زایی در ساختار یک ارگانیسم (به عنوان مثال، بولداگ، یک نژاد سگ آکندروپلاستیک ژنتیکی)، برخلاف کاهش نسبی قد غیربیماری‌زا (مانند ویپت، یک نژاد سگ شکاری کوچک) است.

## جانوران
در جانوران، از جمله انسان، کوتولگی به چندین روش توصیف شده‌است. کوتاه شدن قد می‌تواند برخاسته از کمبود هورمون رشد، گرسنگی، شانت‌های سیستمیک پورتال، بیماری کلیوی، دیابت قندی کم‌کاری تیروئید و شرایط دیگر باشد. هر یک از این شرایط می‌تواند در یک جمعیت از طریق مهندسی ژنتیک، اصلاح نژاد گزینشی، کوتولگی جزیره‌ای یا ترکیبی از موارد بالا ایجاد شود.
کوتوله‌سازی می‌تواند نژادهای کاربردی‌تری را تولید کند که می‌توانند در مکان‌های کوچک جا بیفتند، یا ممکن است از نظر زیبایی‌شناختی جذاب باشند، و همچنین دیگر عوارض جانبی مرتبط. قد کوچک‌تر ممکن است هدف عمدی برنامه‌های اصلاح نژاد باشد، یا ممکن است یک پیامد جانبی از اهداف دیگر پرورشی باشد.

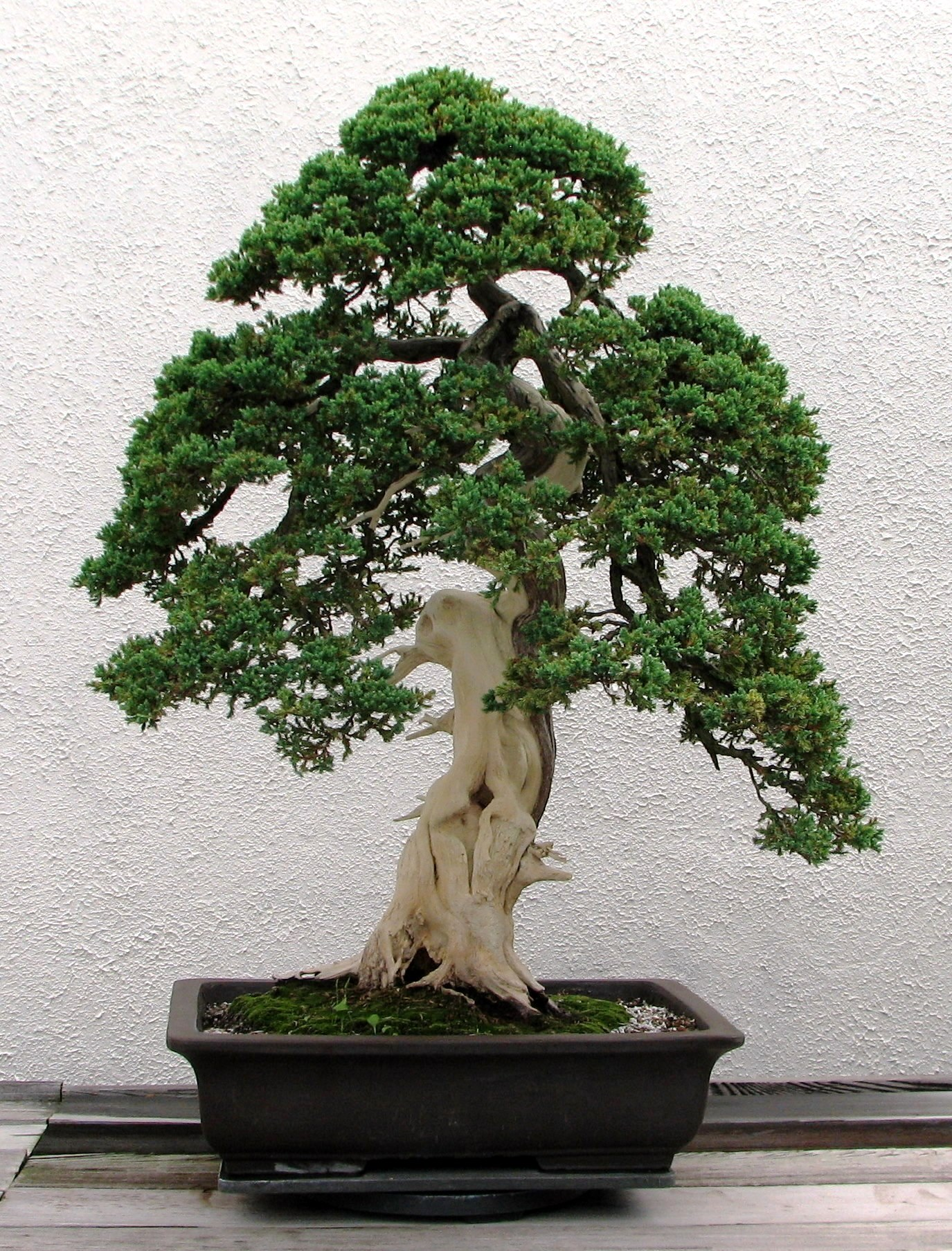
ارس کوتوله ژاپنی